# Front Mission Dog Life and Dog Style
Front Mission Dog Life and Dog Style est un seinen manga de science-fiction et du genre mecha, écrit par Yasuo Ōtagaki et dessiné par C.H. Line. Ce manga s'inscrit dans l'univers du jeu vidéo Front Mission. Il a été prépublié dans le magazine Young Gangan de l'éditeur Square Enix entre mars 2007 et octobre 2012, et a été compilé en un total de dix volumes. La version française est éditée en intégralité par Ki-oon entre janvier 2012 et août 2013.
Il est caractéristique du genre mecha : les Wanzers (de l'allemand Wanderung Panzer littéralement « Panzer marchant » ou "char d'assaut marchant") ont un rôle central dans l'intrigue. L'action se passe dans notre monde, dans un futur proche. Le récit est caractérisé par une tonalité cynique et une violence particulièrement crue et prégnante.
Front Mission Dog Life and Dog Style  a été bien reçu par la critique française,.

## Synopsis
Deux superpuissances fictives, l'OCU et l'USN, se disputent l'île d'Huffman, une île volcanique imaginaire, apparue récemment dans l'Océan Pacifique. Un cessez-le-feu fragile tient depuis vingt ans, mais la tension monte et la guerre est sur le point de reprendre.
Un journaliste, Akira Matsuda, rejoint l'équipe de télévision japonaise qui couvre le conflit à la veille d'une reprise brutale des hostilités.
Le manga est divisé en courts cycles reprenant le point de vue de différents protagonistes entrainés de gré ou de force dans le conflit.

## Personnages
- Akira Matsude est un reporter d'une chaine de télévision japonaise. Malgré une apparence de baroudeur, il est profondément ébranlé par la guerre qui débute sous ses yeux et son lot d'horreurs, qui le touche directement. Évacué rapidement après le début du conflit, il devient le complice de Kenichi Inuzuka, s'occupant de la diffusion des images du front.
- Kenichi Inuzuka est un reporter de guerre indépendant qui parcourt les champs de bataille, photographiant et filmant les scènes les plus dures, qu'il diffuse ensuite sur Internet. Ce passionné de tout ce qui touche au domaine militaire, très pointu en matière de politique et d'armement, est capable de prouesses physiques surprenantes, mais doté d'un esprit malsain. On ignore encore ce que cet individu inquiétant manigance et quelles sont ses motivations.
- Capitaine Ren Akagi, pilote vétéran au corps modifié par de nombreuses prothèses de type cybernétique, membre du 18e escadron de Wanzers de l'armée de terre de l'OCU. Isolé de sa troupe, il est seul en territoire ennemi. Il incarne le courage et la volonté, par-delà le transhumanisme.

## Puissances politiques principales

### Oceania Community Union (OCU)
Comprend les nouvelles nations du Japon, de l'Australie, le Sud-Est asiatique comprenant les Philippines et un certain nombre d'îles du Pacifiques. L'OCU est en conflit permanent portant sur l'ampleur de leurs possessions des îles du Pacifique, continuellement contestées par l'USN.
L'OCU semble être à l'origine du conflit. Ses citoyens semblent être plus doués d'empathie que les soldats de l'USN.
Les personnages principaux sont des citoyens de l'OCU.

### United States of the New Continent (USN)
L'Amérique du Nord et l'Amérique du Sud consolidées dans une super-nation simple.
L'USN est souvent en désaccord avec l'OCU à propos des problèmes avec les îles du Pacifique. Il y a une grande disparité de qualité de vie dans tout l'USN, ce qui amena à un mécontentement général et à la rébellion de plusieurs États membres.
Les personnages issus de cette puissance semblent être particulièrement dénués de scrupules et accomplissent les pires crimes de guerre (exécutions sommaires de prisonniers militaires, meurtres de civils, viols, etc.)

## Manga

### Liste des volumes
| no | Japonais          | Japonais          | Français         | Français          |
| no | Date de sortie    | ISBN              | Date de sortie   | ISBN              |
| -- | ----------------- | ----------------- | ---------------- | ----------------- |
| 1  | 25 octobre 2007   | 978-4-7575-2149-0 | 26 janvier 2012  | 978-2-35592-348-7 |
| 2  | 24 mai 2008       | 978-4-7575-2283-1 | 8 mars 2012      | 978-2-35592-367-8 |
| 3  | 25 novembre 2008  | 978-4-7575-2433-0 | 10 mai 2012      | 978-2-35592-393-7 |
| 4  | 25 juillet 2009   | 978-4-7575-2625-9 | 30 août 2012     | 978-2-35592-428-6 |
| 5  | 25 février 2010   | 978-4-7575-2812-3 | 11 octobre 2012  | 978-2-35592-446-0 |
| 6  | 25 septembre 2010 | 978-4-7575-3006-5 | 13 décembre 2012 | 978-2-35592-471-2 |
| 7  | 25 juin 2011      | 978-4-7575-3208-3 | 14 février 2013  | 978-2-35592-492-7 |
| 8  | 24 décembre 2011  | 978-4-7575-3458-2 | 11 avril 2013    | 978-2-35592-516-0 |
| 9  | 25 juin 2012      | 978-4-7575-3637-1 | 13 juin 2013     | 978-2-35592-541-2 |
| 10 | 30 octobre 2012   | 978-4-7575-3773-6 | 22 août 2013     | 978-2-35592-562-7 |